# Дай лапу, Друг!
«Дай лапу, Друг!» — советский художественный полнометражный чёрно-белый фильм, снятый на киностудии имени М. Горького в 1967 году режиссёром Ильёй Гуриным.
Премьера фильма состоялась 6 ноября 1967 года.

## Сюжет
У девочки Тани есть верный товарищ — пес по кличке Друг. Собака всегда готова прийти на помощь, если малышка теряется, тонет или болеет. А однажды пёс помог задержать вора...

## В главных ролях
- Оля Бабкова — Таня
- Валентина Беляева — мать Тани
- Николай Лебедев — отец Тани, врач «Скорой помощи»

## В ролях
- Александр Соколов — управдом
- Юрий Саранцев — бригадир бригады по отлову безнадзорных собак
- Лев Любецкий — участковый милиционер, рядом с которым идёт управдом
- Николай Смирнов — инвалид в трамвае (в титрах — A. Смирнов)
- Л. Логовинская — мать потерявшейся девочки. (При первом появлении на экране стоит около подъезда, склонившись над детской коляской.)
- Константин Барташевич — владелец эрдельтерьера по кличке «Шмель»
- Дмитрий Масанов — ветеринарный врач
- Люба Ткачёва — подружка Тани
- Варвара Шурховецкая — кассирша в булочной

## Съёмочная группа
- Автор сценария — Юрий Герман по устным рассказам Л. И. Острецовой[2]
- Режиссёр-постановщик — Илья Гурин
- Оператор-постановщик — Борис Монастырский
- Оператор — Е. Давыдов
- Художник-постановщик — Мария Фатеева
- Художник-декоратор — Б. Кузовкин
- Композитор — Марк Фрадкин
- Редактор — Семён Клебанов
- Звукооператор — Керим Амиров
- Монтаж — Лидии Жучковой
- Грим — Е. Суховой
- Главный дрессировщик — Л. И. Острецова[3].
Дрессировщики — В. Обрезков, Н. Масальский